# Ferrière-la-Grande
Ferrière-la-Grande é uma comuna francesa na região administrativa de Altos da França, no departamento do Norte. Estende-se por uma área de 10.01 km². Em 2010 a comuna tinha 5 344 habitantes (densidade: 533,9 hab./km²).